# Eucyclops dumonti
Eucyclops dumonti – gatunek widłonoga z rodziny Cyclopidae, nazwa naukowa gatunku została po raz pierwszy opublikowana w 2000 roku przez rosyjskiego zoologa Wiktora Rościsławowicza Aleksiejewa.